# 袋鼠谷
袋鼠谷（英語：Kangaroo Valley），位於澳大利亞新南威爾斯伊拉瓦拉的一個河谷，在悉尼南方大約160（99英里），根據2011年人口普查統計，常住人口844，人口分佈極為稀疏，每平方公里平均只有1.246人。

## 歷史
歐洲移民到來之前，澳洲原住民已在這裡生活了2萬多年，據1826年調查所知，當時還有5個原住民部落，共79人居住於此。喬治·埃文斯是第一個來到袋鼠谷的歐洲冒險家，完成傑維斯灣之旅後，於1812年4月北行入谷，甫一踏進此地，隨即讚嘆眼前風光，將之形容為「沒有畫家可以畫出更美麗的風景」（no painter could beautify）。
至1817年才正式有白人在這裡定居，當時的人大多以砍伐及出口杉樹為生。1840年代開始有奶農進駐，專門生產牛油。1870年代河谷的村莊開始成形，區內建有兩間教堂。全澳洲歷史最悠久的懸索橋漢普登橋於1898年落成，大橋至今仍然使用。

## 教育
悉尼斯高茨中學在這裡擁有一個佔地200英畝（81公頃；0.31平方英里）的外展設施，該校每名9年級學生都須要進營受訓半年，除一般課堂學習外，他們還要強制性參加長跑、遠足、攀石、獨木舟等活動。

### 意外死亡
1999年一名15歲學生在遠足期間浸死，其家人向學校民事索償澳幣1億9百萬元，最後法庭裁定校方疏忽，須要賠償澳幣49萬2千元。

## 圖片集

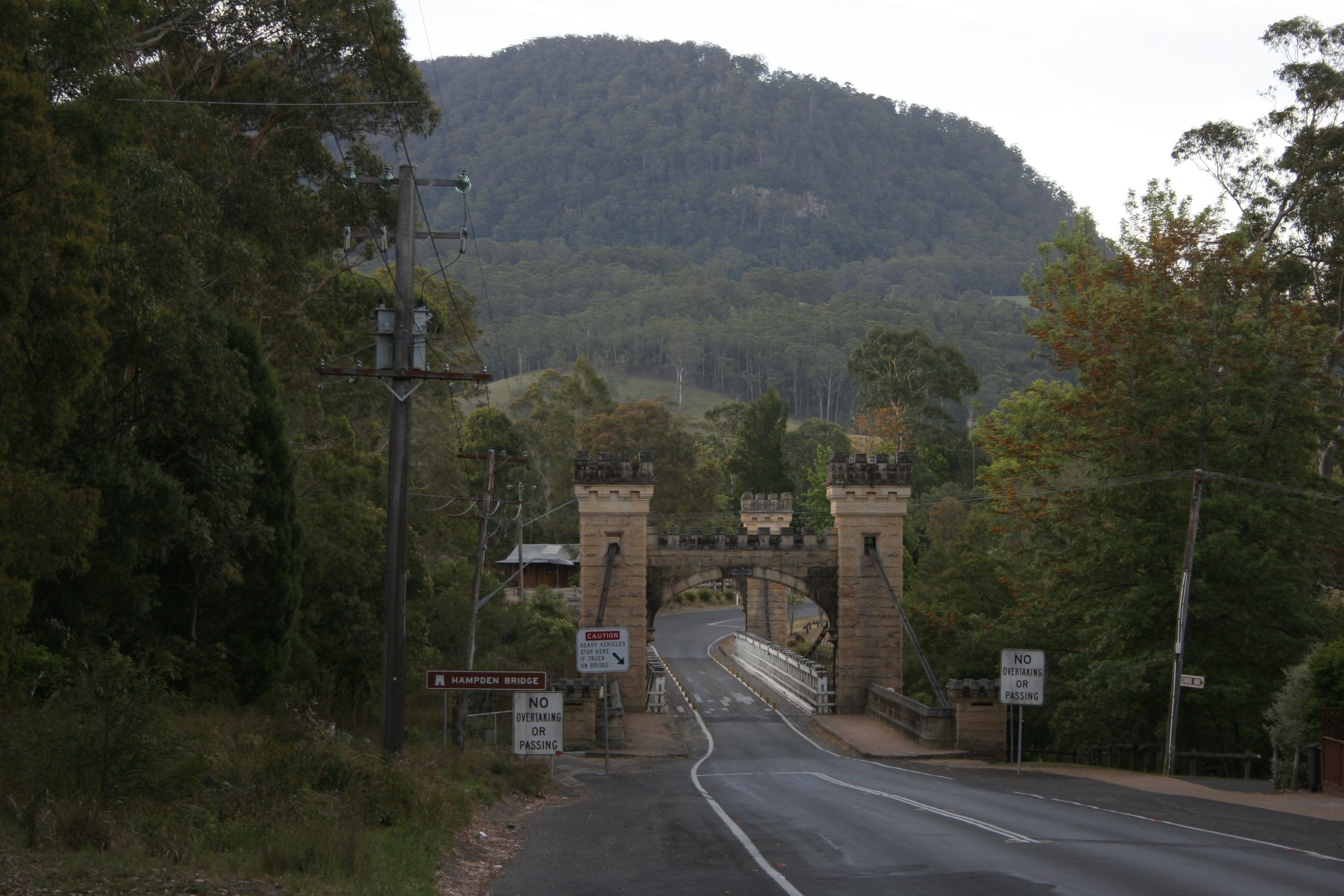
漢普登橋（2006年攝）
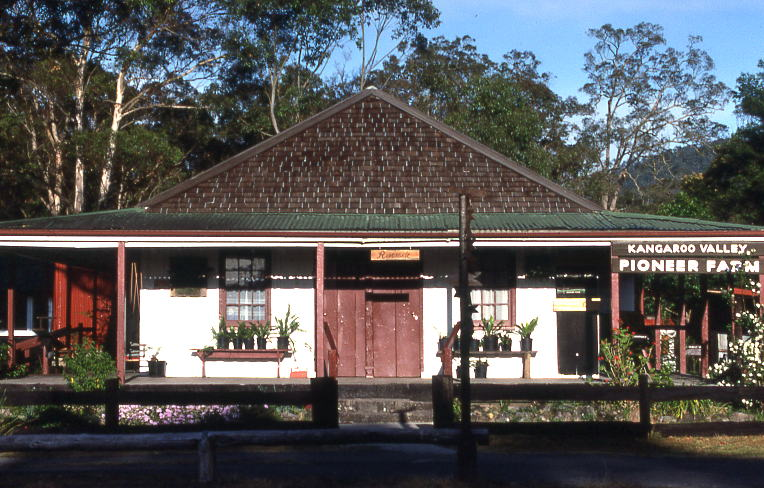
先鋒農場
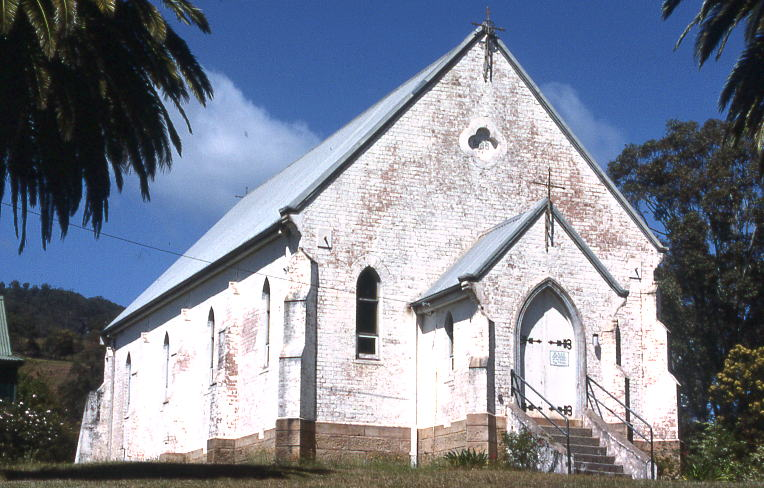
天主教堂
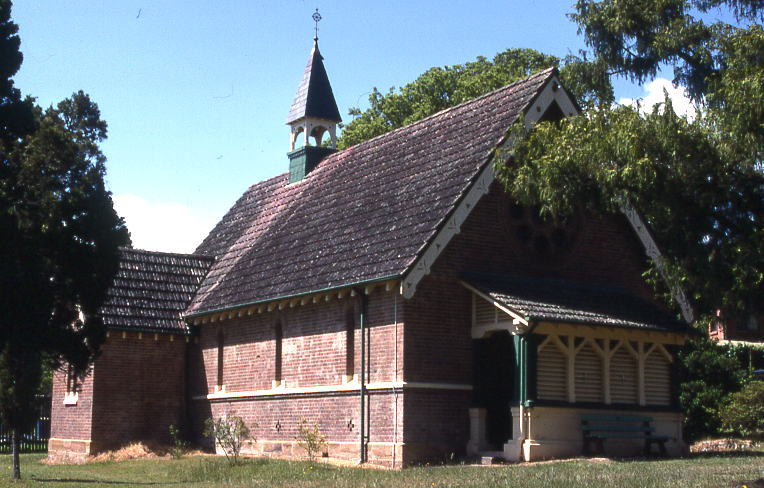
好牧人教堂